# Spectre – A Fantom visszatér
A 007 Spectre – A Fantom visszatér 2015-ben bemutatott angol-amerikai kaland-akciófilm, mely a huszonnegyedik James Bond-film, valamint a negyedik, melyben Bond szerepét Daniel Craig alakítja. A film rendezője a Skyfallt is rendező Oscar-díjas Sam Mendes.
Nagy-Britanniában 2015. október 26-án, az Amerikai Egyesült Államokban 2015. november 6-án mutatták be, míg Magyarországon 2015. november 5-én szinkronizálva a Fórum Hungary forgalmazásában.
A filmben Bond múltjából tér vissza egy többször is felbukkanó ellenség, akinek megjelenésével értelmet nyer Craig Bondjának sorsa, illetve ellenségeinek motivációja. A film főgonosza a kétszeres Oscar-díjas osztrák Christoph Waltz, aki Ernst Stavro Blofeldet alakítja.

## Cselekmény
|  | Alább a cselekmény részletei következnek! |

A mexikóvárosi halottak napja ünnepségen Bond álarcban követ egy férfit. A robbanás következtében meggyengült ház homlokzata rádől a szemközt álló Bondra, aki az összedőlő házon leszánkázva egy kanapén landol. Miután kilép a romok közül, a sebesült Sciarrával találkozik, aki menekül a forgatagon keresztül, miközben az ügynök üldözi. A bűnözőért helikopterrel jönnek a főtérre a társai. Bond az utolsó pillanatban felugrik a helikopterre, ahol egy verekedés végén kirúgja a gépből Sciarrát és a pilótát, ám előtte elveszi annak gyűrűjét, amivel a találkozón azonosította magát.
Londonban M számon kéri Bondon a mexikói pusztítást, aki erre adott szemtelen válaszaival felháborítja főnökét, aki így felfüggeszti a munka alól. A belépő Max Denbigh, fedőnevén C elmondja gondolatait Bondnak a kémelhárítás modernizálásáról. Ezután a 007-es az utcán találkozik Monneypenny-vel, aki elmondja, hogy a rendőrség kiadta a Skyfallban megtalált személyes dolgokat. Bond arra kéri, hogy hozza el hozzá este. Az ügynök lakásán Monneypenny kérdőre vonja a 007-est a mexikói akcióról, aki erre megmutatja előző főnöke videóüzenetét, amiben arra utasítja, hogy végezzen Sciarrával és menjen el a temetésére is. Bond arra kéri a titkárnőt, hogy fedezze őt M-nél. Másnap reggel Bill Tanner és Bond motorcsónakkal elmennek Q új központjába. Az út alatt Tanner megmutatja az ügynöknek az MI6 régi, Silva által felrobbantott épületét és elmondja, hogy heteken belül fel fogják robbantani, mert nem volt pénz a felújítására, mivel a nemzetbiztonság új főhadiszállására költöttek a folyó másik partján. Q-hoz megérkezve az ügynök kap egy vérébe fecskendezett chipet, amivel követni tudják. Q szerint ez Mexikó miatt történt. Az ellátó megmutatja az ügynökség új autó-prototípusát, amit eredetileg Bond kapott volna, ám ugyancsak legutóbbi kiruccanása miatt végül a 009-es ügynöké lett. Azonban kap egy órát Q-től, aminek elég hangos ébresztője van a számítógép zseni szerint. Bond megnézi a Skyfallnál felrobbantott DB5-öst, amit Q elkezdett összerakni, majd arra kéri a kütyümestert, hogy adjon neki időt eltűnni. Q végül vonakodva beleegyezik.
Rómában Sciarra temetésén feltűnik az ügynöknek egy háttal álló ember, ám az illető a temetés után rögtön távozik. Bond a meggyilkolt bűnöző özvegyéhez próbál közelebb kerülni, ám az hidegen elutasítja és elmegy két testőrével. Este férje villájában a két testőr meg akarja ölni az asszonyt, ám Bond végez velük. Ezután bevallja, hogy ő ölte meg a Marco Sciarrát, és elcsábítja a rettegő nőt, aki félelmében elmondja neki, hogy a férje egy szervezet tagja volt, akik másnap este fognak ülésezni egy palotában. Reggel Bond Felix Leiter gondjaira bízza a nőt és elindul a szervezet gyűlésére. Ott a Sciarrától elvett gyűrű felmutatása után beengedik. A palotában szemtanúja lesz a szervezet tagjainak beszámolójának, amit egy titokzatos vezető érkezése szakít félbe. Ezután a szervezet rátér a fontos témára: Sciarra halála után végezni kell a „sápadt királlyal”. Egy olasz bérgyilkos vállalkozik a feladatra, hogy halott elődje helyébe lépve elvégzi a feladatot, ám egy titokzatos és erős gyilkos, Mr. Hinx személyében kihívója akad, aki a szervezet tagjainak szeme láttára végez vele és átveszi a pozícióját. Ezután a szervezet titokzatos főnöke Bondhoz szól és üdvözli őt, majd egyenesen a karzaton álló ügynökre néz és azt suttogja neki, hogy "Kakukk!". Bond menekülni kényszerül, nyomában Hinx-szel. Az elhagyatott római sikátorokban zajló autós üldözés során felhívja Monneypenny-t, aki kiderítette a sápadt király személyazonosságát: Mr. White az, a Quantum nevű szervezet befolyásos embere, aki régóta eltűnt az MI6 szeme elől, legutoljára az osztrák Alpokban látták. Bond ezután arra kéri a titkárnőt, hogy nézzen utána egy bizonyos Franz Oberhauser nevű személynek, és a  halála után is derítsen róla ki mindent. Az üldözés végén a Tevere partján Bond az autó lángszóróját használva elszökik Hinx-től, és végül a beépített katapultüléssel hagyja el a folyóba zuhanó kocsit. Monneypenny talál egy régi újságcikket, amiben arról írnak, hogy Hannes és Franz Oberhauser lavina áldozatai lettek. Az üldözés híre M fülébe is eljut, akinek kérdésére Q azt hazudja az Ausztriába tartó Bondról, hogy Londonban tartózkodik.
Ausztriában Bond találkozik régi ellenfelével, Mr. White-tal, aki elárulja neki, hogy a szervezet befolyásosabb, mint gondolná, illetve hogy ő már szakított vele, mivel Oberhauser az utóbbi időben megváltozott. Ám ennek ára van: a bűnözőt megmérgezték és már csak hetei vannak hátra. Miután elárulja lánya tartózkodási helyét, arra kéri Bondot, hogy védje meg a lányát, ezért mindent elmond neki a L'Americain-ről. Ezután végez magával az ügynök fegyverével.
Mr. White lánya, dr. Madeleine Swann egy drága alpesi magánklinikán dolgozik pszichológusként, Bond mint páciens jut be hozzá, ám mikor közli vele valódi kilétét és apja halálát, a nő elküldi őt. A klinika bárjában Q-val találkozik, aki azért jött, hogy visszavigye az ügynököt Londonba. Szerinte Oberhauser meghalt és Bond csak árnyakat kerget. Az ügynök beleegyezik, de előtte arra kéri, hogy vizsgálja meg a gyűrűt. Eközben Hinx és emberei elrabolják Madeleine-t, Bond pedig a közeli reptérről ellopott repülővel üldözőbe veszi őket. A hajsza végén összeütközik a repülő az autókkal, Hinx elveszíti az eszméletét, Bond pedig kiszabadítja Madelein-t, aki azonban dühös rá, és csak azután hajlandó vele menni, hogy az ügynök közli vele: ő az egyetlen, aki megvédheti. Az alpesi szállodában Q bocsánatot kér Bondtól, mert a gyűrű elemzése után rájött, hogy Bond előző ellenfelei mind-mind kapcsolódtak valahogy a titkos szervezethez, aminek dr. Swann elmondja a nevét: Spectre. Mikor Q a L'Americain-ről kérdezi, a nő elárulja: az nem személy, hanem egy marokkói szálloda.
A L'Americain szállóban kiveszik azt a szobát, amit Mr. White és felesége évről évre kivett és Bond hosszú kutatás után megtalálja az öreg bűnöző elrejtett utasításait Oberhauserhez. Közben Londonban megszavazzák C javaslatát egy központi megfigyelőrendszer felállítására. M leállítja Bond megfigyelését, aki egy vonaton tart a marokkói sivatag közepébe. A vonaton megmutatja Swann-nak a fegyver használatát, ám a nő már tudja kezelni azt. Vacsora közben arról beszélgetnek, hogy miért lett Bondból bérgyilkos, ám a rájuk törő Hinx megzavarja ezt. A bérgyilkost csak Swann segítségével tudja megölni, aki meglövi a termetes gonoszt, így Bond ki tudja hajítani a vonatból. Miután a sivatag közepén leszállnak a vonatról, értük jön egy régi Rolls-Royce és elviszi őket Oberhauser bázisához, ami egy kráterben található. A Spectre feje vendégül látja őket. Oberhauser megmutatja információs központját Bondnak, elmondja, hogy korábbi merényletei csak zsarolások voltak, hogy egyre többen csatlakozzanak a megfigyelőrendszerhez, így az egész világ történéseit kézben tudja tartani. Azt is közli vele, hogy eddigi ellenfelei mind-mind az ő keze alatt mozogtak, így közvetetten ő a felelős Vesper és M haláláért. Ezután Bond-ot leütik.
Bond egy fehér szobában ébred, egy orvosi székbe kötözve. Oberhauser közli vele, hogy meg fogja kínozni: apró tűket szúr a fejébe, hogy manipulálja az érzékeit. A kínzás közben elmondja Madeleinnek, hogy ő nem más, mint az ügynök mostohatestvére: miután szülei meghaltak, az ő apja fogadta örökbe Bondot és tanította síelni és vadászni az Alpokban. Csakhogy ő úgy érezte, hogy elhanyagolják, ezért megölte az apját és felszívódott. Szerinte Bond olyan, mint egy kakukk, aki kilöki az addig kikelt fiókákat a fészekből. A gúnyolódó ügynöknek elárulja, hogy már nem hívják őt többé Oberhausernek: új neve, amit anyja nyomán vett fel, Ernst Stavro Blofeld. Ezután folytatja az ügynök kínzását, ám mielőtt az utolsó szúrást is megtenné, Madeleine Bond robbanó órájával felrobbantja a termet. A 007-es és a nő elmenekülnek a leégő létesítményből.
Londonban Bond találkozik M-mel, akivel közli, hogy C a Spectre-nek dolgozik. Mielőtt elindulnának Denbigh-hez, Swann közli Bonddal, hogy ő nem szeretne többször veszélyben lenni, és itt kiszáll. Az ügynökség csapatát megtámadják egy alagútban. Bondot elrabolják, ám M-nek sikerül elmenekülnie. Bond a régi MI6 épület előtt végez elrablóival és belép a romos épületbe, ahol a falon a saját nevével találkozik. Eközben M C-vel beszélget, aki le akarja lőni, ám a kémfőnök már előtte kiürítette a fegyver tárát. Bond egyre beljebb megy az épületben, a múltjának fontos személyeit látja, megölt ellenségei és szerettei képeit is. A folyosó végén Blofeld várja, akire rögtön rálő, ám a férfi előtt lévő golyóálló fal felfogja a lövedékeket. Blofeld, akinek az arcán egy a robbanásból származó hosszú sebhely húzódik végig, közli Bonddal, hogy hiába vesztett legutóbb ő, a 007-es úgyis le van győzve, hiszen mindenkit elvesztett, akit szeretett és Madelein is a fogságában van. Elmondja, hogy épület három perc múlva felrobban, és pont ennyi ideje van megtalálni Madeleint. Bond végigrohan az egész épületen, végül megtalálja a nőt és a folyón álló motorcsónakkal elmenekül. A 007-es célba veszi Blofeld helikopterét és többszöri próbálkozás után lelövi, majd az irányíthatatlan gép a Westminster hídon landol. Blofeld súlyosan megsérül, ám ki tud mászni. Bond odarohan hozzá, és célba veszi. Blofeld elkezdi unszolni, hogy fejezze be kettejük történetét, ám az ügynök otthagyja a bűnözőt és elsétál Madeleinnel. Blofeldet M és a rendőrség letartóztatja.
Másnap az ügynökségtől kilépett Bond visszamegy Q-hoz az Aston Martin DB5-ösért, és Madeleinnal az anyósülésen elindul London belvárosába.
|  | Itt a vége a cselekmény részletezésének! |

## Szereplők
| Szereplő                                | Színész            | Magyar hang         |
| --------------------------------------- | ------------------ | ------------------- |
| James Bond                              | Daniel Craig       | Stohl András        |
| Franz Oberhauser / Ernst Stavro Blofeld | Christoph Waltz    | Csankó Zoltán       |
| Eve Moneypenny                          | Naomie Harris      | Nádasi Veronika     |
| Dr. Madeleine Swann                     | Léa Seydoux        | Bozó Andrea         |
| M                                       | Ralph Fiennes      | Forgács Péter       |
| Q                                       | Ben Whishaw        | Szatory Dávid       |
| Lucia Sciarra                           | Monica Bellucci    | Tóth Enikő          |
| Mr. White                               | Jesper Christensen | Harsányi Gábor      |
| Mr. Hinx                                | Dave Bautista      | Barabás Kiss Zoltán |
| Max Denbigh / C                         | Andrew Scott       | Rajkai Zoltán       |

## Érdekesség
A film első snittje (vágás) figyelemreméltóan hosszú, 4 percnél is hosszabb.

## Visszhang
Nagy-Britanniában főként kedvező kritikákat kapott, a The Times a The Guardian és a The Telegraph is öt csillagra értékelte. A Variety kritikusa szerint a film jó, de nem ér fel a Skyfall-hoz.  Magyarországon már nem kedvelték túlságosan a kritikusok. Többek szerint összecsapott, kidolgozatlan lett a cselekmény, ami sokszor le is ül, feleslegesen unalmas percekkel megnyújtva azt. A cselekmények logikátlanok, a szereplők nem túl meggyőzőek a szerepükben, különösen a főgonoszt játszó Christoph Waltzcal kapcsolatban jegyezték meg, hogy jelentéktelen a karaktere, ezért egyáltalán nem kelti félelmetes ellenfél benyomását. A minőségromlást különösen az előző, dicséreteket halmozó Skyfall után tekintették kirívónak, főleg, hogy a rendező és a forgatókönyvírók is ugyanazok.